# كروزبي (تكساس)
كروزبي (بالإنجليزية: Crosby, Texas)‏ هي أماكن مخصصة للتعداد تقع في الولايات المتحدة في مقاطعة هاريس. يقدر عدد سكانها بـ 2,299 نسمة ومساحتها 5.9 كم2 وترتفع عن سطح البحر 14 متر.

## التركيبة السكانية
حدّد مكتب تعداد الولايات المتحدة بيانات التركيبة السكانية لكروزبي في تعداد الولايات المتحدة. في ما يلي، التركيبة السكانية حسب تعدادي 2000 و2010.

### تعداد عام 2000
بلغ عدد سكان كروزبي 1,714 نسمة بحسب تعداد عام 2000، وبلغ عدد الأسر 666 أسرة وعدد العائلات 464 عائلة مقيمة في المنطقة السكنية. في حين سجلت الكثافة السكانية 290.5 نسمة لكل كيلومتر مربع (752.4/ميل2). وبلغ عدد الوحدات السكنية 743 وحدة بمتوسط كثافة قدره 125.9 لكل كيلومتر مربع (326.1/ميل2).
وتوزع التركيب العرقي للمنطقة السكنية بنسبة 74.15% من البيض و12.72% من الأمريكيين الأفارقة و0.76% من الأمريكيين الأصليين و0.41% من الأمريكيين ذوي الأصول الآسيوية و10.79% من الأعراق الأخرى و1.17% من عرقين مختلطين أو أكثر و18.38% من الهسبانيون أو اللاتينيون من أي عرق.
بلغ عدد الأسر 666 أسرة كانت نسبة 39.9% منها لديها أطفال تحت سن الثامنة عشر تعيش معهم، وبلغت نسبة الأزواج القاطنين مع بعضهم البعض 49.4% من أصل المجموع الكلي للأسر، ونسبة 15.8% من الأسر كان لديها معيلات من الإناث دون وجود شريك، بينما كانت نسبة 4.5% من الأسر لديها معيلون من الذكور دون وجود شريكة وكانت نسبة 30.3% من غير العائلات. تألفت نسبة 26.1% من أصل جميع الأسر من عدة أفراد يعيشون في نفس المنزل ونسبة 11.1% كانت تتألف من شخص يعيش بمفرده يبلغ من العمر 65 عاماً أو أكثر. وبلغ متوسط حجم الأسرة المعيشية 2.57، أما متوسط حجم العائلات فبلغ 3.09.
بلغ العمر الوسطي للسكان 32.3 عاماً. وكانت نسبة 28.2% من القاطنين تحت سن الثامنة عشر، وكانت نسبة 10.1% بين الثامنة عشر والرابعة والعشرين عاماً، ونسبة 28.8% كانت واقعةً في الفئة العمرية ما بين الخامسة والعشرين والرابعة والأربعين عاماً، ونسبة 19.8% كانت ما بين الخامسة والأربعين والرابعة والستين، ونسبة 12.8% كانت ضمن فئة الخامسة والستين عاماً فما فوق. يوجد لكل 100 أنثى 100.4 ذكر، ويوجد لكل 100 أنثى في الثامنة عشر من عمرها فما فوق 96.6 ذكر.
بلغ متوسط دخل الأسرة في المنطقة السكنية 35,508 دولارًا، أما متوسط دخل العائلة فبلغ 41,458 دولارًا. وكان متوسط دخل الذكور 37,244 دولارًا مقابل 25,500 دولارًا للإناث. وسجل دخل الفرد الخاص بالمنطقة السكنية 14,851 دولارًا. وكانت نسبة 9.2% من العائلات ونسبة 13.4% من السكان تحت خط الفقر، وكان من هؤلاء نسبة 18.8% تحت سن الثامنة عشر ونسبة 20.1% في الخامسة والستين من العمر وما فوق.

### تعداد عام 2010
بلغ عدد سكان كروزبي 2,299 نسمة بحسب تعداد عام 2010، وبلغ عدد الأسر 805 أسرة وعدد العائلات 578 عائلة مقيمة في المنطقة السكنية. في حين سجلت الكثافة السكانية 389.7 نسمة لكل كيلومتر مربع (1,009.3/ميل2). وبلغ عدد الوحدات السكنية 923 وحدة بمتوسط كثافة قدره 156.4 لكل كيلومتر مربع (405.1/ميل2).
وتوزع التركيب العرقي للمنطقة السكنية بنسبة 68.64% من البيض و6% من الأمريكيين الأفارقة و0.74% من الأمريكيين الأصليين و0.61% من الأمريكيين ذوي الأصول الآسيوية و0.22% من سكان جزر المحيط الهادئ و21.49% من الأعراق الأخرى و2.31% من عرقين مختلطين أو أكثر و34.36% من الهسبانيون أو اللاتينيون من أي عرق.
بلغ عدد الأسر 805 أسرة كانت نسبة 43.6% منها لديها أطفال تحت سن الثامنة عشر تعيش معهم، وبلغت نسبة الأزواج القاطنين مع بعضهم البعض 50.2% من أصل المجموع الكلي للأسر، ونسبة 14.8% من الأسر كان لديها معيلات من الإناث دون وجود شريك، بينما كانت نسبة 6.8% من الأسر لديها معيلون من الذكور دون وجود شريكة وكانت نسبة 28.2% من غير العائلات. تألفت نسبة 21.5% من أصل جميع الأسر من عدة أفراد يعيشون في نفس المنزل ونسبة 7.1% كانت تتألف من شخص يعيش بمفرده يبلغ من العمر 65 عاماً أو أكثر. وبلغ متوسط حجم الأسرة المعيشية 2.85، أما متوسط حجم العائلات فبلغ 3.37.
بلغ العمر الوسطي للسكان 29.6 عاماً. وكانت نسبة 30% من القاطنين تحت سن الثامنة عشر، وكانت نسبة 12.2% بين الثامنة عشر والرابعة والعشرين عاماً، ونسبة 28.9% كانت واقعةً في الفئة العمرية ما بين الخامسة والعشرين والرابعة والأربعين عاماً، ونسبة 20.9% كانت ما بين الخامسة والأربعين والرابعة والستين، ونسبة 8% كانت ضمن فئة الخامسة والستين عاماً فما فوق. وتوزع التركيب الجنسي للسكان بنسبة 49.8% ذكور و50.2% إناث.

## أعلام
- ألي وايت